# NMKV
株式会社NMKV（エヌエムケーヴィ、英: NMKV Co., Ltd.）は、日産自動車と三菱自動車工業が折半出資で設立した、日本市場における軽自動車事業に関わる合弁会社。

## 概要
2010年（平成22年）12月14日、日産自動車と三菱自動車工業は事業協力関係の拡大に合意。そのプロジェクトの一環として、2011年（平成23年）5月20日に会社設立について正式契約を締結し、同年6月1日に当社が設立された。社名のNMKVは、Nissan Mitsubishi Kei Vehicleから取られた。役割分担は、日産側が部品調達・企画・デザインなどを、三菱側が製造・開発などを担当し、設立時の約35人の社員の内、半数強を三菱出身者が占める。会社設立時点で約15%である軽自動車における日産と三菱のシェアの合計を、将来的に20%程度に高めることを目標としている。
設立時、三菱の軽自動車で日産がOEMを受けてオッティとして販売していたeKワゴンの次期モデルを開発、2013年（平成25年）前半に発売する予定とし、軽自動車でトップクラスの燃費を目指し、車台とエンジンを新開発するとした。その後、2013年（平成25年）3月6日に初の共同開発車、3代目eKワゴン及び初代デイズを発表、同年6月より販売開始。同年9月の軽自動車販売台数はデイズが5位、ekが10位につけた。3代目eK・初代デイズでは日本国外から部品を調達するなどして、先代モデルより30 %コストを低減。両ブランドで車体骨格を共通化しつつ、外板やバンパーで造り分けている。車両デザインでは、一つの案に対し三菱・日産両方のフロントデザインを組み合わせて提案するなどした。また、三菱が元々持っていた3B20型エンジンをベースに、日産の持つ技術を活用し、圧縮比をレギュラーガソリン仕様としては高めの12.0に向上。共同開発の目的として、三菱側は完成エンジンや工場や開発施設を提供し、それらの費用を減らし、日産側は三菱が持っていない先進安全技術などを提供するとした。同時に、日産側は従来のOEM方式よりも調達費を抑えられ、三菱側は単独で開発費が捻出できない問題を解消した。開発メンバーは2013年（平成25年）6月の時点で、企画担当が日産・三菱各2人ずつの計4人、開発担当が三菱16人・日産2人の計18人になっている。
また、2013年（平成25年）3月6日の3代目eK・初代デイズの発表時、第二弾としてスーパーハイトワゴンタイプの車両を共同開発することを発表。同年3月25日に、日産側の車名がデイズルークスであること、並びにデザインスケッチを発表。同年10月3日、三菱向けのeKスペース、及び両車のエクステリアデザインが発表された。両車は2014年2月13日より販売を開始した。
2013年（平成25年）6月、三菱は今後の軽自動車開発をNMKVに一本化する方針を明らかにした。同年11月には、三菱・日産にルノーを含め、軽自動車以外にも協力体制の拡大を検討すると発表。その中で、電気自動車仕様を含む新たなエントリーカーの開発を検討し、軽自動車の車台をベースにすると発表した。
なお、軽商用車・軽ワンボックスワゴンの開発は行っておらず、日産・三菱ともにスズキからキャリイ（クリッパートラック、ミニキャブトラックとして）とエブリイ（クリッパーバン/クリッパーリオ、ミニキャブバン/タウンボックスとして）のOEMを受けている。また、三菱側はNMKVの共同開発車種発売以前からあるEV軽バンのミニキャブMiEV（2023年にマイナーチェンジを実施して「ミニキャブEV」に名称変更）を継続販売し、日産に「クリッパーEV」としてOEM供給している。

## 沿革
- 2010年（平成22年）12月 - 日産自動車と三菱自動車工業が事業協力の拡大で合意[5][6]。
- 2011年（平成23年）
  - 5月20日 - 日産と三菱間で会社設立について正式合意[7][8]。
  - 6月1日 - 株式会社NMKVを設立[9][10]。
- 2013年（平成25年）
  - 3月8日 -
    - 日産、三菱の各社に対して企画・開発したエクステリアデザインと車名を発表。日産向けはオッティ改め「デイズ」「デイズハイウェイスター」[20][補足 3]、三菱向けは「eKワゴン」「eKカスタム」[19]として、それぞれ6月に発売する事を発表[19][20]。
    - 第二弾共同開発車両として、スーパーハイトワゴンタイプ車両の開発を発表[19][20]。

  - 3月25日 - 日産向け第二弾共同開発車両の車名が「デイズ ルークス」であること、ルークスの後継車になること、並びにエクステリアデザインが発表された[28]。
  - 5月20日 - 三菱水島製作所で「eKワゴン」「デイズ」のオフライン式を実施した[36][37][38]。
  - 6月6日 - 3代目「eKワゴン」・初代「デイズ」販売開始[21][22]。
  - 7月1日 - 三菱水島製作所内に水島オフィスを開設[39][40][補足 4]。
  - 10月3日 - 三菱向けのスーパーハイトワゴン「eKスペース」を発表[29]。同時に日産の「デイズルークス」を含めエクステリアデザインが公表された[30][29]。
  - 11月5日 - ルノー・日産アライアンスと三菱自動車が協力関係の拡大を検討することを発表[34][35]。
- 2014年（平成26年）2月13日 - 初代「eKスペース」・初代「デイズルークス」販売開始[31][32]。
- 2015年（平成27年）10月22日 - 3代目「ekワゴン」・初代「デイズ」について大幅なマイナーチェンジを実施。
- 2016年（平成28年）
  - 4月20日 - eKワゴン、eKスペース、デイズ及びデイズルークスの計4車種で燃費試験の不正問題が発覚。対象車4車種の製造停止、および販売停止が決まった。
  - 時期不明 - eKワゴン、eKスペース、デイズ、デイズルークスの販売を再開。
  - 12月22日 - 初代「eKスペース」・初代「デイズルークス」について大幅なマイナーチェンジを実施。
- 2019年（平成31年）
  - 3月14日 - 新型「ekワゴン」・「ekクロス」・「デイズ」・「デイズハイウェイスター」のオフライン式を実施。
  - 3月28日 - 4代目「eKワゴン」・2代目「デイズ」販売開始[44][45]。
- 2020年（令和2年）3月19日 - 2代目「ルークス」・2代目「eKスペース」、および「eKクロス スペース」販売開始。
- 2022年（令和4年）6月16日 - 初代「サクラ」・初代「eKクロスEV」販売開始。
- 2023年（令和5年）
  - 1月18日 - 「eKクロス スペース」生産終了。
  - 5月25日 - 初代「デリカミニ」販売開始。

## 開発車種
| 発売年月日    | 日産自動車             | 日産自動車                                            | 三菱自動車 | 三菱自動車           | 車両タイプ                                                                  |
| 発売年月日    | 画像                   | 車名                                                  | 画像       | 車名                 | 車両タイプ                                                                  |
| ------------- | ---------------------- | ----------------------------------------------------- | ---------- | -------------------- | --------------------------------------------------------------------------- |
| 2013年6月6日  |                        | デイズ                                                |            | eKワゴン （3代目）   | 軽トールワゴン                                                              |
| 2013年6月6日  |                        | デイズ ハイウェイスター                               |            | eKカスタム           | 軽トールワゴン                                                              |
| 2014年2月13日 |                        | デイズルークス （ルークス通算2代目）                  |            | eKスペース           | スーパーハイトワゴン                                                        |
| 2014年2月13日 |                        | デイズルークス ハイウェイスター （ルークス通算2代目） |            | eKスペース カスタム  | スーパーハイトワゴン                                                        |
| 2019年3月28日 | デイズ                 | デイズ （2代目）                                      | eKワゴン   | eKワゴン （4代目)    | 軽トールワゴン                                                              |
| 2019年3月28日 | デイズハイウェイスター | デイズ ハイウェイスター （2代目）                     | eKクロス   | eKクロス             | 軽トールワゴン （デイズハイウェイスター）/ 軽クロスオーバーSUV （eKクロス） |
| 2020年3月19日 |                        | ルークス （通算3代目）                                |            | eKスペース （2代目） | スーパーハイトワゴン                                                        |
| 2020年3月19日 |                        | ルークス ハイウェイスター（通算3代目）                |            | eKクロススペース     | スーパーハイトワゴン                                                        |
| 2022年6月16日 |                        | サクラ                                                |            | eKクロスEV           | 電気自動車 軽トールワゴン                                                   |
| 2023年5月25日 | ー                     | ー                                                    |            | デリカミニ           | スーパーハイトワゴン                                                        |

## 拠点
- 本社 - 神奈川県厚木市岡津古久560番地2日産テクニカルセンター内 V2棟2F[2]
- 岡崎事業所 - 愛知県岡崎市橋目町字中新切1番地三菱自動車技術センター内 岡崎本館4F[2]
- 水島オフィス - 岡山県倉敷市水島高砂町6-1（三菱自動車工業 水島製作所内）[39][40][補足 4]